# Madelen Janogy
Madelen Fatimma Maria Janogy, född 12 november 1995 i Falköping, är en svensk fotbollsspelare som spelar för AFC Fiorentina. Hon har sedan 2019 spelat i Sveriges A-landslag.

## Klubbkarriär
Janogys moderklubb är Falköpings KIK. Hon spelade 74 matcher och gjorde 64 mål i A-laget mellan 2011 och 2014.
I juli 2014 värvades Janogy av Mallbackens IF. Under sin första säsong i Mallbacken blev klubben uppflyttad till Damallsvenskan. I november 2014 förlängde hon sitt kontrakt med ett år. I november 2015 förlängde Janogy återigen sitt kontrakt med ett år.
I december 2016 värvades Janogy av Piteå IF. I november 2017 förlängde hon sitt kontrakt i klubben med ett år, plus option på ytterligare ett år. Janogy blev svensk mästare med Piteå IF 2018. Efter säsongen 2019 lämnade hon klubben.
Den 19 december 2019 värvades Janogy av VfL Wolfsburg, där hon skrev på ett 1,5-årskontrakt. Sommaren 2020 bröt hon dock kontraktet efter psykiska problem. Hon återvände till Sverige, där hon skrev på nytt kontrakt med sin gamla klubb Piteå. I december 2020 värvades Janogy av Hammarby IF, där hon skrev på ett tvåårskontrakt som sedan förlängdes till och med säsongen 2023. Hon var med och vann svenska cupen och Damallsvenskan 2023.
Den 3 januari 2024 skrev Janogy på för Fiorentina. Kontraktet gäller till och med juni 2026.

## Landslagskarriär
I maj 2019 blev Janogy uttagen i Sveriges trupp till Världsmästerskapet i fotboll 2019.
I VM-genrepet mot Sydkorea, 31 maj 2019, gjorde Janogy det avgörande 1–0-målet med två minuter kvar av matchen.
I Sveriges inledningsmatch i VM 2019 gjorde hon ett mål och spelade fram till ett i 2–0-segern mot Chile. 
Hon är den första svenska landslagsspelaren på damsidan med delvis afrikanska rötter; hennes far kommer från Mali.

## Meriter och priser
- 2014 Elitettan
- 2018 Damallsvenskan
- 2019 VM-brons
- 2020 OS-silver
- 2022/2023 Svenska Cupen (Hammarby IF)
- 2023 VM-brons
- 2023 Damallsvenskan (Hammarby IF)

## Familj och uppväxt
Janogy har beskrivit sin uppväxt som tuff i en intervju i SVT:s "Min Sanning". 
Janogys far Ibrahim Janogy kommer från Mali. Hon har bland annat en tvillingsyster, Victoria Janogy, och deras namn är inspirerade av de svenska prinsessorna.